# Køge (gemeente)
Køge is een gemeente in de Deense regio Seeland (Sjælland) en telt 60.109 inwoners (2017).
Na de herindeling van 2007 werd de gemeente Skovbo bij Køge gevoegd.

## Plaatsen in de gemeente
- Vemmedrup
- Borup
- Ejby
- Lellinge
- Algestrup
- Slimminge
- Bjæverskov
- Nørre Dalby
- Køge
- Vedskølle
- Lille Skensved

Faxe · Greve · Guldborgsund · Holbæk · Kalundborg · Køge · Lejre · Lolland · Næstved · Odsherred · Ringsted · Roskilde · Slagelse · Solrød · Sorø · Stevns · Vordingborg
- International Standard Name Identifier: 0000 0004 0379 2074
- MusicBrainz: a0433fb0-e2cf-4c14-9de3-8d734e1a8585